# Banū Khazraj
I Banū Khazraj (in arabo ﺑﻨﻮ ﺧﺰﺭﺝ‎?) furono la tribù araba più importante di Yathrib (destinata a cambiare il suo nome in quello di Medina).
Emigrati con i Banū Aws dall'originaria Arabia meridionale in seguito al crollo della diga di Ma'rib, il rapporti fra le due tribù (definite congiuntamente Banū Qayl) peggiorarono drammaticamente in seguito allo scontro armato del Yawm Buʿāth ("giornata" di Buʿāth). Conclusa la vicenda armata da un fragile armistizio, alcuni neo-convertiti musulmani khazragiti dell'oasi hijazena pensarono di proporre a Maometto di trasferirsi con le sue poche decine di seguaci musulmani dalla natia Mecca - ormai ritenuta pericolosa per un pacifico sviluppo dell'Islam - alla volta di Yathrib, per assumervi il ruolo di arbitro (ḥakam ) in grado, grazie alla sua terzietà, di portare una pace duratura nella cittadina ospite.
La proposta fu accettata dopo due incontri segreti, tenutisi a distanza di un anno l'uno dall'altro nella zona immediatamente a meridione di Mecca (la cosiddetta ʿAqaba) e si attuò col trasferimento (Egira) segretamente operato a scaglioni dai musulmani e che si concluse il 16 luglio del 622 con l'allontanamento del profeta e dal suo principale collaboratore Abū Bakr.
Gli abitanti di Yathrib accolsero con la dovuta ospitalità i fuorusciti meccani e fra loro vi fu anche il  sayyid dei Baʿl-Ḥubla, frazione del clan dei Banū ʿAwf dei Khazraj, ʿAbd Allāh b. Ubayy, che fu tra i sottoscrittori, un anno dopo l'arrivo dei musulmani, del trattato (ṣaḥīfa ) che stabiliva quali rapporti dovessero esserci fra i gruppi arabi ed ebraici della cittadina e quello musulmano che faceva riferimento a Maometto. La conversione di ʿAbd Allāh b. Ubayy all'Islam avvenuta più tardi fu nondimeno giudicata assai tiepida e, secondo i cronisti musulmani, egli fu anzi il capo occulto degli Ipocriti (Munāfiqūn), convertiti che occultamente operavano contro i musulmani e il loro crescente potere in ambito cittadino e poi higiazeno.
I Khazraj si dividevano all'epoca dell'Egira islamica in cinque clan: ʿAwf, al-Ḥārith, Jusham, Najjār (cui, per parte materna, era imparentato lo stesso Maometto) e Sāʿida (all'interno della cui corte (Saqīfa ) si tenne la riunione che identificò in Abu Bakr il primo successore (califfo) di Maometto in quanto capo della Comunità (Umma ) musulmana e "luogotenente" di Dio in Terra.
In epoca califfale omayyade i Khazraj furono nella loro maggioranza favorevoli alla dinastia al potere.